# James Henderson Berry
James Henderson Berry, ameriški politik, častnik in odvetnik, * 15. maj 1841, okrožje Jackson, Alabama, † 30. januar 1913.
Med ameriško državljansko vojno je bil častnik Konfederacijskih ameriških držav.
Med letoma 1883 in 1885 je bil guverner Arkansasa, nato pa med 1885 in 1907 senator ZDA iz Arkansasa.